# Johann Jakob Walther
Johann Jakob Walther (* um 1650 in Witterda bei Erfurt; † 2. November 1717 in Mainz) war ein deutscher Violinist und Komponist.

## Leben
Die frühesten Informationen über sein Leben und Wirken entstammen dem 1732 gedruckten Musikalischen Lexikon der Tonkünstler von Johann Gottfried Walther. Nach den Angaben des Lexikons soll Walther in seiner Jugend bei einem Polen, bei dem er als Diener eine Anstellung hatte, das Violinspiel erlernt haben. Zwischen 1670 und Ende 1673 scheint sich Walther als Violinist am Hofe Cosimo III. de’ Medici in Florenz aufgehalten zu haben, dem er später die zweite Auflage seiner Scherzi da Violino solo widmete. Ab 1674 war er primo violinista da camera am Dresdner Hof unter Kurfürst Johann Georg II. 1680, nach dem Tode seines Gönners, wurde er Kanoniker und italienischer Sekretär am kurfürstlichen Hof Mainz. Als Kanoniker führte Walther ein komfortables Leben, er wohnte in einem eigenen Haus in der Löhrstraße. Außerdem konnte er eine Mühle mit Ländereien im damals zu Amorbach gehörenden Weilbach kaufen. Am 2. November 1717 starb Walther, seine Schwestern und Brüder und deren Kinder hatte er als seine Erben eingesetzt. Er wurde zwei Tage später auf dem Kirchhof von St. Emmeran in Mainz beigesetzt.
Johann Jakob Walther gehörte neben Biber und Westhoff zu den bedeutenden deutschen Violinisten des 17. Jahrhunderts. Seine Werke enthalten neben einer virtuosen Spieltechnik mit zahlreichen Doppelgriffen und Arpeggios einen großen Reichtum an Formen, dies vor allem in den Ostinato-Variationen. Wegen dieser Techniken bezeichnete ihn François-Joseph Fétis in seinem Musiklexikon von 1865 als den „Paganini seines Jahrhunderts“.

## Werk
Bekannt sind 40 Werke in zwei Bänden:
1. Scherzi da Violino solo con il basso continuo, 1676 veröffentlicht. In diesem Werkzyklus nimmt er Paganinische Techniken vorweg, wo Pizzikatopassagen die Harfe imitieren und der streichende Bogen versucht, den Gesang der Nachtigall zu imitieren.
2. Hortulus chelicus 1688. Im Vorwort dieses im Eigenverlag erschienenen Werkes erwähnt er seinen Stolz über das gelungene Werk und dass er ohne Angst veröffentlichte, was manche Zeitgenossen egoistisch für sich behalten. Der Band enthält 28 Stücke und ist abwechslungsreicher als der zuerst erschienene Band. Eine zweite Auflage davon mit dem Titel Wohlgepflanzter Violinischer Lustgarten erschien 1694.